# Município de Jackson (condado de Hardin, Ohio)
O município de Jackson (em inglês: Jackson Township) é um município localizado no condado de Hardin no estado estadounidense de Ohio. No ano de 2010 tinha uma população de 2.098 habitantes e uma densidade populacional de 32,02 pessoas por km².

## Geografia
O município de Jackson encontra-se localizado nas coordenadas 40° 46′ 28″ N, 83° 32′ 12″ O. Segundo a Departamento do Censo dos Estados Unidos, o município tem uma superfície total de 65.53 km², da qual 65,53 km² correspondem a terra firme e (0 %) 0 km² é água.

## Demografia
Segundo o censo de 2010, tinha 2.098 habitantes residindo no município de Jackson. A densidade populacional era de 32,02 hab./km². Dos 2.098 habitantes, o município de Jackson estava composto pelo 98,24 % brancos, o 0,43 % eram afroamericanos, o 0,05 % eram amerindios, o 0,19 % eram de outras raças e o 1,1 % eram de uma mistura de raças. Do total da população o 1,1 % eram hispanos ou latinos de qualquer raça.